# Uzi
Узі (івр. עוזי) — сімейство пістолет-кулеметів, що випускаються ізраїльським концерном Israel Military Industries (IMI). Назва «Узі» було дана на честь конструктора зброї Узіеля Галя.

## Історія створення

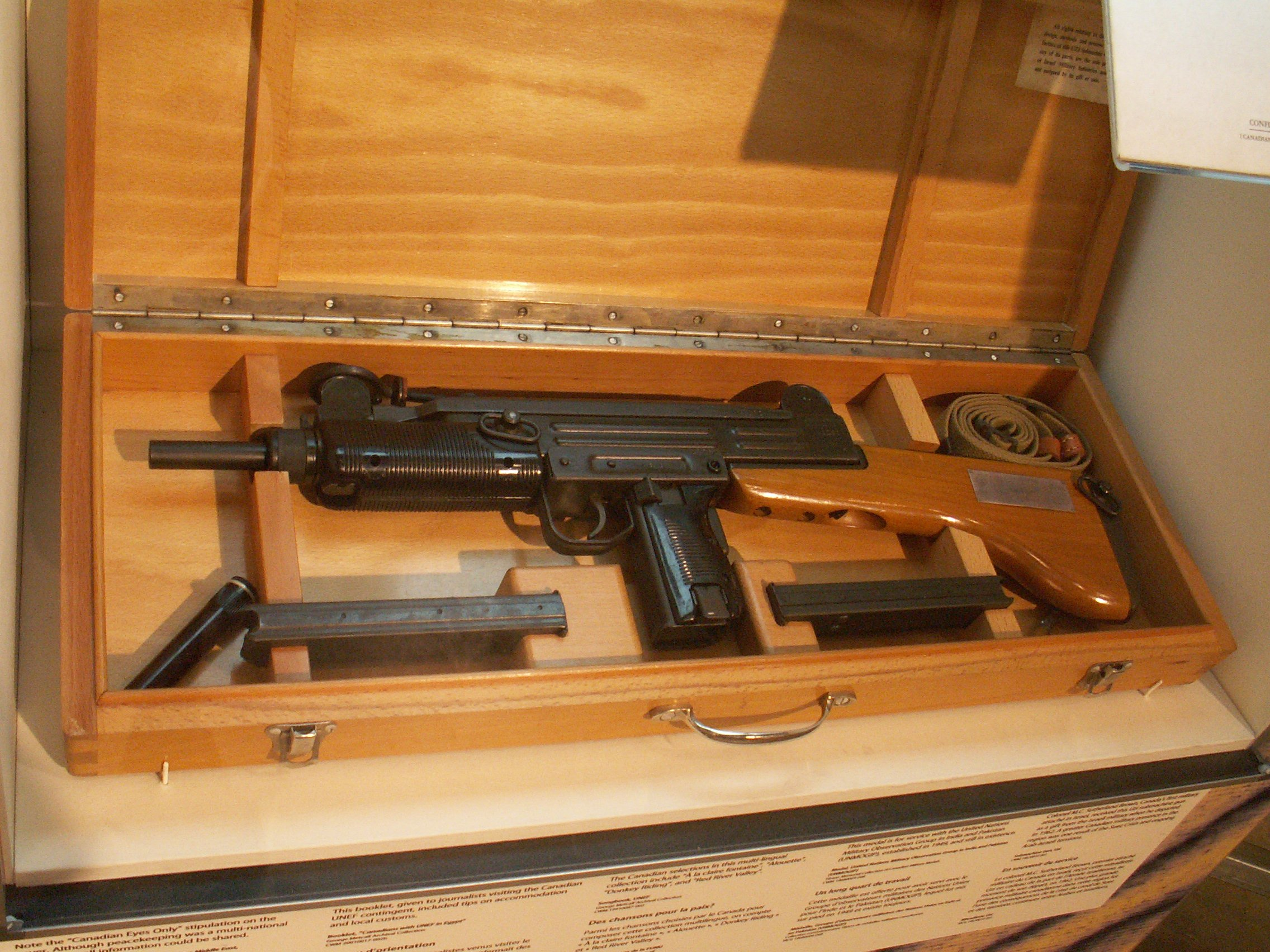
Узі з дерев'яним прикладом

У перші роки існування держави Ізраїль, після закінчення війни за незалежність, ізраїльська армія відчувала гостру нестачу сучасної та технологічної стрілецької зброї.
Урядом Ізраїлю було прийнято рішення про розробку для армії нового пістолета-кулемета, що відповідав би сучасним вимогам, технологічного та адаптованого до серійного виробництва на тогочасному верстатному обладнанні. За результатами конкурсу та військових випробувань переміг проект молодого офіцера Узіеля Галя, який був прийнятий на озброєння 1954 року під назвою «Узі».
За компонуванням «узі» повторював пістолет-кулемет Sa. 23 чехословацького виробництва конструкції Я. Холечек, але був більш технологічний та пристосований для умов війни у піщаній пустелі (на боковинах затворної коробки зроблені великі кишені для відводу забруднень). Невідомо, чи був Галь знайомий з конструкцією Холечек чи ні — питання про це досі є спірним.
Сам Галь дуже не хотів, щоб зброя була названо його ім'ям, але його прохання про це проігнорували.
На сьогоднішній день «Узі» став одним з наймасовіших видів зброї у світі: за даними концерну IMI, на кінець 2001 обсяг продажів пістолетів-кулеметів марки «Узі» досяг 2 500 000 000 доларів США.
У самому Ізраїлі пістолет-кулемет «Узі» сьогодні використовується переважно у тилових та допоміжних частинах, зменшені та більш сучасні варіанти стоять на озброєнні військ спеціального призначення.
На основі «Узі» були створені карабін з подовженим до 400 мм стволом та пістолет без режиму автоматичного вогню. Вони призначалися переважно для цивільного ринку і за параметрами задовольняли прийняті у США вимоги до цивільної зброї.

## Конструкція

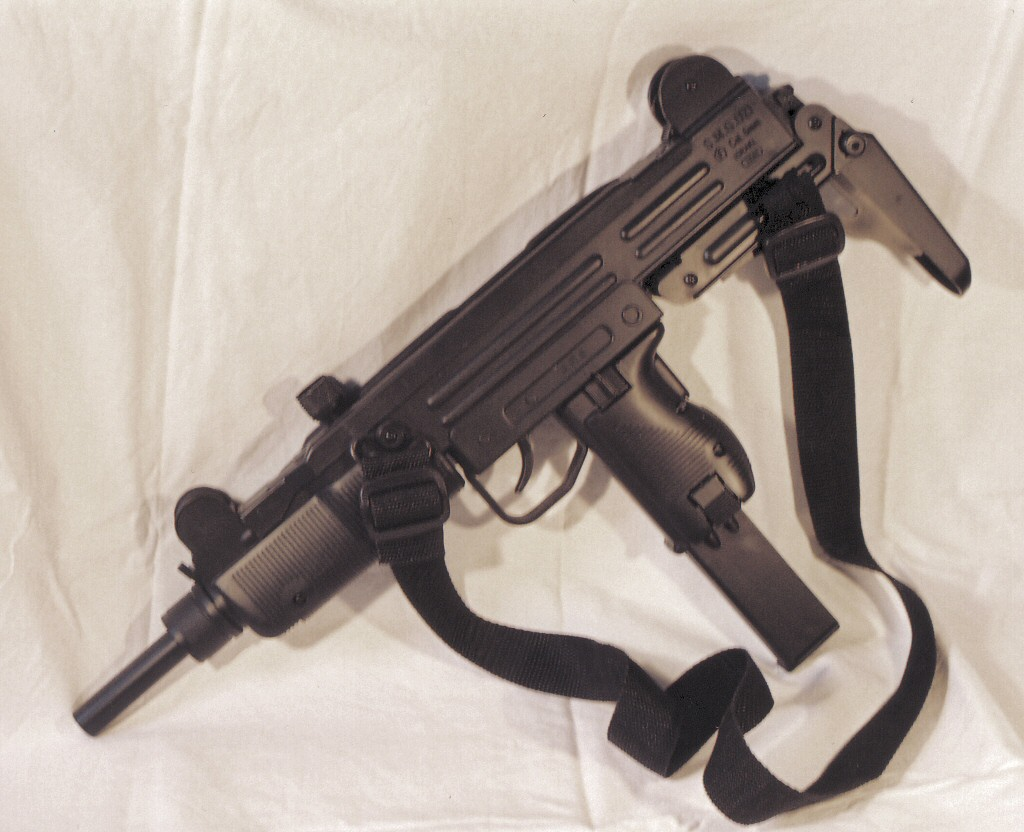
Запобіжник, він же перемикач режиму вогню, розташований на лівій стороні зброї, біля рукоятки. На задній частині рукоятки також розташований спеціальний запобіжник, що допускає стрільбу лише при повному охопленні рукоятки рукою.

В основі пістолетів-кулеметів «Узі» лежить схема з вільним затвором: стрільба проводиться з відкритого затвора. Постріл проводиться незадовго до приходу затвора в крайнє переднє положення. У крайньому передньому положенні затвор немов би прикриває собою зверху казенну частину ствола. Така конструкція дозволяє трохи скоротити довжину зброї при заданій довжині ствола.
Спусковий механізм забезпечує два режими вогню: одиночний та автоматичний. Перемикач, він же запобіжник, розташований на лівій стороні зброї, біля рукоятки. На задній частині рукоятки також розташований спеціальний запобіжник, що допускає стрільбу лише при повному охопленні рукоятки рукою.
Складаний приклад прикріплений до ствольної коробки ззаду. У основної моделі приклад складається вниз, у більш компактних модифікацій «Міні-Узі» та «Мікро-Узі» він виконаний складаним убік.
Існуючі магазини розраховані на 25, 32, 40 і 62 патрона.
Перезарядка «Узі» за принципом «рука знаходить руку» (рукоятка зброї служить також горловиною для магазина) дуже зручна, особливо в темряві.

## «Міні-Узі» та «Мікро-Узі»
Крім базової моделі, випускаються її малогабаритні модифікації для підрозділів спецпризначення — «Міні-Узі» (з середини 1980-х років) і «Мікро-Узі» (з 1987 року). Один від одного вони відрізняються габаритами, масою, а також формою та способом складання металевого плечового упору. Крім того, є варіанти, що стріляють із закритого затвора (з окремим ударником та бойовою пружиною).

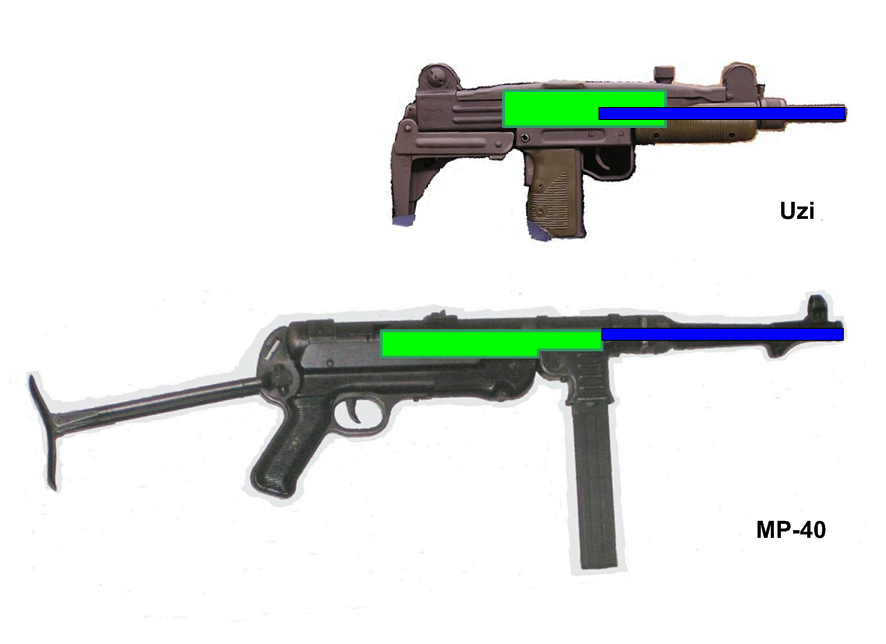
MP-40 і Узі. конструкція дозволяє скоротити довжину

Біля дульного зрізу ствола в «Міні-Узі» та «Мікро-Узі» зроблені два поперечних паза, які виконують роль компенсатора, що зменшує відведення ствола вгору при стрільбі чергами. Для зменшення темпу стрільби маса затвора збільшена за рахунок вольфрамового вкладиша. Для експорту до США «Мікро-Узі» випускають під американський патрон 11,43 мм (.45 ACP), з магазином на 16 і 32 патрона.

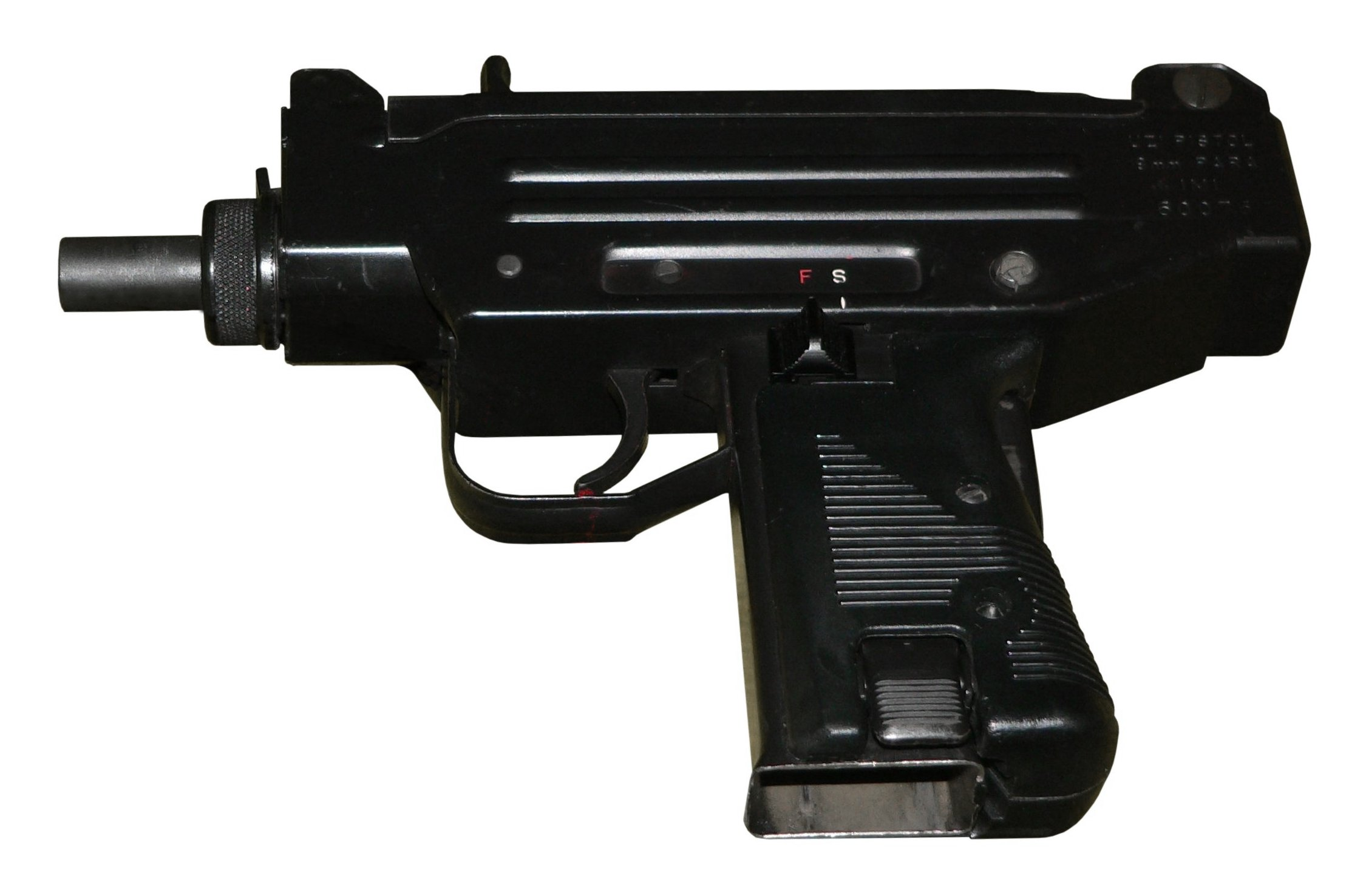
«Мікро-Узі»

## Uzi-Pistol
1984 року для потреб охоронних структур, яким не можна було мати автоматичну зброю, і для ринку цивільної зброї, був початий випуск пістолета Uzi. Пістолет виготовлений на базі Uzi-Micro та відрізнявся неможливістю вести автоматичну стрільбу, відсутністю складного приклада та укороченим до 115 мм стволом.
Достоїнствами пістолета Uzi є велика ємність магазинів (на 20, 25 і 32 патрони) та ефективна дальність стрільби, за рахунок використання спеціалізованого посиленого патрона.
До недоліків можна віднести великі габарити і вагу (1,7 кг без магазина), що ускладнює стрільбу з однієї руки.

## «Узі Про»
Uzi Pro відрізняється від свого прототипу Micro Uzi підвищеною ергономікою та можливістю кріплення на верхню частину ствольної коробки прицілів найрізноманітнішого типу, переважно коліматорних, за допомогою планки Picatinny.
Автоматика працює за схемою з вільним затвором. Ударно-спусковий механізм допускає ведення стрільби чергами та одиночними пострілами, з відкритого затвора. Рукоятка зведения перенесена з верхньої на ліву сторону ствольної коробки, щоб звільнити місце для кріплення планки. По обидва боки ствола також розміщуються напрямні Picatinny, на які можуть кріпитися лазерні цілевказівники та тактичні ліхтарі.

## Переваги
- Компактність
- Технологічність

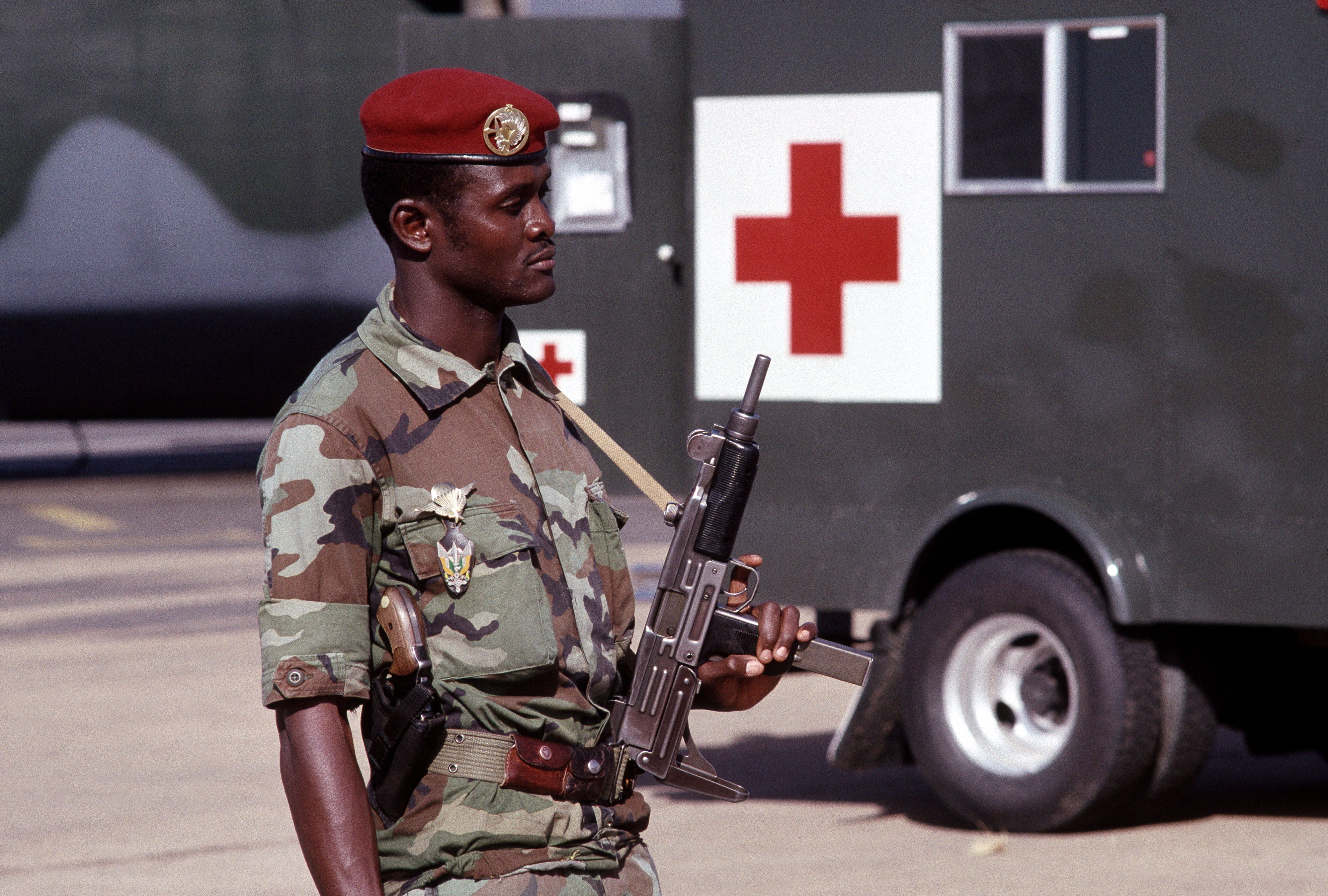
Військовослужбовець парашутно-десантного полку збройних сил Нігеру (FNIS)

- Автоматичний запобіжник, блокує не спусковий гачок, а затвор, забезпечує безпеку у поводженні зі зброєю навіть при падінні або ударі.
- У механізмі всіх трьох модифікацій передбачені великі зазори між рухомими частинами, що робить їх стійкими навіть до сильних забруднень. Легко розбирається для чищення та змащення.

## Недоліки
- Високий темп стрільби (для міні-та мікро-узі)[3], як наслідок — перевитрата боєприпасів (цей недолік взагалі характерний для пістолетів-кулеметів простої конструкції).
- Повнорозмірний UZI важче, ніж АКМС або HK MP5 за рахунок товстих стінок ствольної коробки та дерев'яного приклада.
- Розташовані поруч одна з одною точки хвата (цівка, рукоять) у повнорозмірного UZI не дозволяють рукам стрільця гасити вібрації при стрільбі.

## Бойове застосування
Пістолети-кулемети «узі» різних модифікацій перебували на озброєнні армії, поліцейських підрозділів та інших силових структур більш ніж у 95 країнах світу. Застосовувалися урядовими та неурядовими воєнізованими та збройними формуваннями в багатьох війнах та збройних конфліктах другої половини XX і початку XXI століття.
- Ізраїль — використовувався ЦАХАЛ у період Суецької кризи 1956 та наступних війнах та бойових операціях ізраїльської армії;
- Гаїті — закуповувалися для гаїтянської армії у період диктатури Дювальє[4], у подальшому були передані на озброєння Національної поліції Гаїті
- Гватемала — з 1975 надходив на озброєння «кайбілей», застосовувався під час громадянської війни у Гватемалі;
- Гондурас — деяку кількість було закуплено в Ізраїлі.
- Нікарагуа — у 1974—1979 роках надходив на озброєння Національної гвардії;
- Сальвадор — деяку кількість було закуплено та застосовувалося урядовою армією під час громадянської війни 1979—1992
- ФРН — 1959 року прийнятий на озброєння бундесверу під найменуванням MP.2 (UZI з постійним дерев'яним прикладом), пізніше — MP.2A1 (UZI зі складним металевим прикладом), 1985 року замінені на MP.5

## Ліцензійне виробництво
- Німеччинна: MP.2
- Південна Африка
- Бельгія: фірма FN Herstal

## Клони та варіанти
- Strojnica ERO — Хорватський варіант Мікро-Узі часів громадянської війни у Югославії
- Minebea M-9 — японський варіант «Міні-Узі» (випускався без приклада)
- Norinco model 320 — китайський напівавтоматичний варіант (карабін) «Міні-Узі»
- Saab Bofors Dynamics CBJ-MS — шведський варіант «Міні-Узі»
- Форт-226 — український варіант Micro-Uzi
- Socimi Type 821 — італійський варіант Узі
- BA93 та BA94 — бірманський варіант Узі
- Zastava M97 — сербський варіант «Міні-Узі»